# Наньлин (горы)
Наньли́н (дословно — «южные горы») — горная система на юго-востоке Китая (в составе Южно-Китайских гор), разделяющая бассейны рек Янцзы и Сицзян. Протяжённость гор составляет около 1200 км, максимальная высота — 2123 м.
Горы Наньлин состоят из ряда коротких и невысоких хребтов (800—1000 м высотой) субширотного простирания, разделённых речными долинами с множеством озёр. Хребты дробно расчленены продольными тектоническими долинами, ущельями и впадинами. Типичны проявления карста, в частности в виде башнеобразных холмов с отвесными стенами.
Горы сложены песчаниками, глинистыми сланцами, гранитами, известняками. Имеются месторождения олова, вольфрама, свинцово-цинковых руд. Наньлин — важный климатораздел Китая: на северных склонах гор преобладают субтропические, на южных — тропические леса. В составе растительности преобладают породы из семейства лавровых; многочисленны также магнолиевые, чайные, миртовые растения, различные виды папоротников.